# روبرتو كوبيه كونزاليس
روبرتو كوبيه كونزاليس (بالإسبانية: Roberto Kobeh Gónzalez)‏ هو مهندس اتصالات وإلكترونيك مكسيكي . هو رئيس منظمة الطيران المدني الدولي منذ 1 أغسطس 2006 .